# Viktor Kovalenko
Viktor Viktorovych Romanyuk Kovalenko (Jersón, 14 de febrero de 1996) es un futbolista ucraniano que juega como centrocampista.

## Selección nacional

### Categorías inferiores
Viktor ha sido parte de la selección de Ucrania en las categorías sub-16, sub-18, sub-19, sub-20 y sub-21.
Fue citado para defender a Ucrania en la Copa Mundial Sub-20 de 2015. En la fase de grupos, jugó los 3 partidos, anotó 5 goles y quedó como goleador de la primera fase. En octavos de final se enfrentaron a Senegal, luego de empatar 1 a 1, fueron a penales y perdieron 3 a 1. A pesar de ser eliminados, Viktor logró la bota de oro, al ser el máximo goleador del torneo.

#### Participaciones en juveniles
| Competición                                   | Sede          | Resultado              | Partidos | Goles |
| --------------------------------------------- | ------------- | ---------------------- | -------- | ----- |
| Campeonato Europeo Sub-17 de la UEFA 2013     | Eslovenia     | Fase final             | 5        | 1     |
| Campeonato Europeo de la UEFA Sub-19 2014     | Hungría       | Quinto puesto          | 8        | 2     |
| Campeonato Europeo de la UEFA Sub-19 2015     | Grecia        | Fase final             | 5        | 3     |
| Copa Mundial Sub-20 de 2015                   | Nueva Zelanda | Octavos de final       | 4        | 5     |
| Clasificación para la Eurocopa Sub-21 de 2017 | Europa        | En disputa[actualizar] | 5        | 2     |

### Absoluta
Viktor fue convocado por primera vez a la selección mayor de Ucrania, para jugar contra Eslovaquia por la clasificación a la Eurocopa 2016, estuvo en el banco de suplentes el 8 de septiembre de 2015 pero no tuvo minutos.
En la primera fecha FIFA del año siguiente, fue convocado para jugar dos partidos amistosos. Debutó con la selección el 24 de marzo de 2016, ingresó en el segundo tiempo para enfrentar a Chipre y ganaron 1 a 0. El 28 de marzo jugó 90 minutos contra Gales otro amistoso y volvieron a ganar por la mínima, 1 a 0.

#### Participaciones en absoluta
| Competición                         | Sede    | Resultado      | Partidos | Goles |
| ----------------------------------- | ------- | -------------- | -------- | ----- |
| Clasificación para la Eurocopa 2016 | Europa  | Clasificó      | 0        | 0     |
| Eurocopa 2016                       | Francia | Fase de grupos | 3        | 0     |
| Clasificación para Rusia 2018       | Europa  | En disputa     | 3        | 0     |

## Estadísticas

### Clubes
| Club | Div.          | Temporada     | Liga nacional | Liga nacional | Copas nacionales(1) | Copas nacionales(1) | Torneos internacionales(2) | Torneos internacionales(2) | Total | Total | Media goleadora |
| Club | Div.          | Temporada     | Part.         | Goles         | Part.               | Goles               | Part.                      | Goles                      | Part. | Goles | Media goleadora |
| --- | ------------- | ------------- | ------------- | ------------- | ------------------- | ------------------- | -------------------------- | -------------------------- | ----- | ----- | --------------- |
| F. K. Shakhtar Donetsk · Ucrania | 1.ª           | 2014-15       | 2             | 0             | 2                   | 0                   | 0                          | 0                          | 4     | 0     | 0               |
| F. K. Shakhtar Donetsk · Ucrania | 1.ª           | 2015-16       | 23            | 0             | 8                   | 2                   | 15                         | 2                          | 46    | 4     | 0.09            |
| F. K. Shakhtar Donetsk · Ucrania | 1.ª           | 2016-17       | 28            | 7             | 2                   | 0                   | 8                          | 3                          | 38    | 10    | 0.26            |
| F. K. Shakhtar Donetsk · Ucrania | 1.ª           | 2017-18       | 27            | 4             | 5                   | 1                   | 5                          | 0                          | 37    | 5     | 0.14            |
| F. K. Shakhtar Donetsk · Ucrania | 1.ª           | 2018-19       | 25            | 7             | 4                   | 0                   | 8                          | 0                          | 37    | 7     | 0.19            |
| F. K. Shakhtar Donetsk · Ucrania | 1.ª           | 2019-20       | 17            | 1             | 1                   | 0                   | 9                          | 1                          | 27    | 2     | 0.07            |
| F. K. Shakhtar Donetsk · Ucrania | 1.ª           | 2020-21       | 8             | 4             | 0                   | 0                   | 3                          | 0                          | 11    | 4     | 0.36            |
| F. K. Shakhtar Donetsk · Ucrania | Total club    | Total club    | 130           | 23            | 22                  | 3                   | 48                         | 6                          | 200   | 32    | 0.16            |
| Atalanta B. C. · Italia | 1.ª           | 2020-21       | 1             | 0             | 0                   | 0                   | 0                          | 0                          | 1     | 0     | 0               |
| Atalanta B. C. · Italia | Total club    | Total club    | 1             | 0             | 0                   | 0                   | 0                          | 0                          | 1     | 0     | 0               |
| Spezia Calcio · Italia | 1.ª           | 2021-22       | 26            | 1             | 1                   | 0                   | ―                          | ―                          | 27    | 1     | 0.04            |
| Spezia Calcio · Italia | 1.ª           | 2022-23       | 19            | 0             | 1                   | 0                   | ―                          | ―                          | 20    | 0     | 0               |
| Spezia Calcio · Italia | Total club    | Total club    | 45            | 1             | 2                   | 0                   | 0                          | 0                          | 47    | 1     | 0.02            |
| Empoli F. C. · Italia | 1.ª           | 2023-24       | 17            | 1             | ―                   | ―                   | ―                          | ―                          | 17    | 1     | 0.06            |
| Empoli F. C. · Italia | 1.ª           | 2024-25       | 6             | 0             | 2                   | 1                   | ―                          | ―                          | 8     | 1     | 0.13            |
| Empoli F. C. · Italia | Total club    | Total club    | 23            | 1             | 2                   | 1                   | 0                          | 0                          | 25    | 2     | 0.08            |
| Total carrera | Total carrera | Total carrera | 199           | 25            | 26                  | 4                   | 48                         | 6                          | 273   | 35    | 0.13            |
| (1)Incluye datos de la Copa de Ucrania, Supercopa de Ucrania y Copa Italia. (2)Incluye datos de la Liga de Campeones de la UEFA y Liga Europa de la UEFA. |               |               |               |               |                     |                     |                            |                            |       |       |                 |

### Resumen estadístico
| Competición           | Partidos | Goles | Media goleadora |
| --------------------- | -------- | ----- | --------------- |
| Primera división      | 131      | 23    | 0,17            |
| Copas nacionales      | 22       | 3     | 0,13            |
| Copas internacionales | 48       | 6     | 0,10            |
| Selección ucraniana   | 32       | 0     | 0,0             |
| Total                 | 233      | 32    | 0,13            |

## Palmarés

### Títulos nacionales
| Título                  | Club            | País    | Año  |
| ----------------------- | --------------- | ------- | ---- |
| Supercopa de Ucrania    | Shajtar Donetsk | Ucrania | 2015 |
| Copa de Ucrania         | Shajtar Donetsk | Ucrania | 2016 |
| Supercopa de Ucrania    | Shajtar Donetsk | Ucrania | 2016 |
| Liga Premier de Ucrania | Shajtar Donetsk | Ucrania | 2017 |
| Copa de Ucrania         | Shajtar Donetsk | Ucrania | 2017 |
| Supercopa de Ucrania    | Shajtar Donetsk | Ucrania | 2017 |
| Copa de Ucrania         | Shajtar Donetsk | Ucrania | 2018 |
| Liga Premier de Ucrania | Shajtar Donetsk | Ucrania | 2018 |
| Copa de Ucrania         | Shajtar Donetsk | Ucrania | 2019 |
| Liga Premier de Ucrania | Shajtar Donetsk | Ucrania | 2019 |
| Liga Premier de Ucrania | Shajtar Donetsk | Ucrania | 2020 |

### Distinciones individuales
| Distinción                                                                         | Año  |
| ---------------------------------------------------------------------------------- | ---- |
| Bota de Oro en la Copa Mundial Sub-20                                              | 2015 |
| Parte de los 50 mejores futbolistas sub-20 del mundo según medio La Gazzetta       | 2016 |
| Parte de los 59 mejores futbolistas sub-21 del mundo (#24) según medio FourFourTwo | 2016 |